# 奧爾梅多縣 (洛哈省)

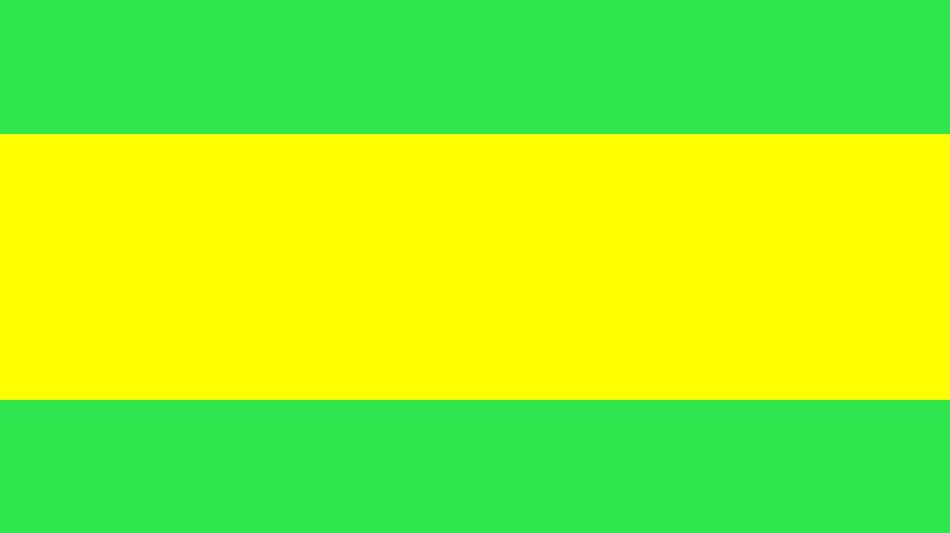
奧爾梅多縣的旗帜

奧爾梅多縣（西班牙語：Cantón Olmedo），是厄瓜多爾的縣份，位於該國南部，由洛哈省負責管轄，面積109平方公里，海拔高度1,200米，2001年人口5,707，人口密度每平方公里52.36人。